# Sint-Pieterskerk (Brugge)

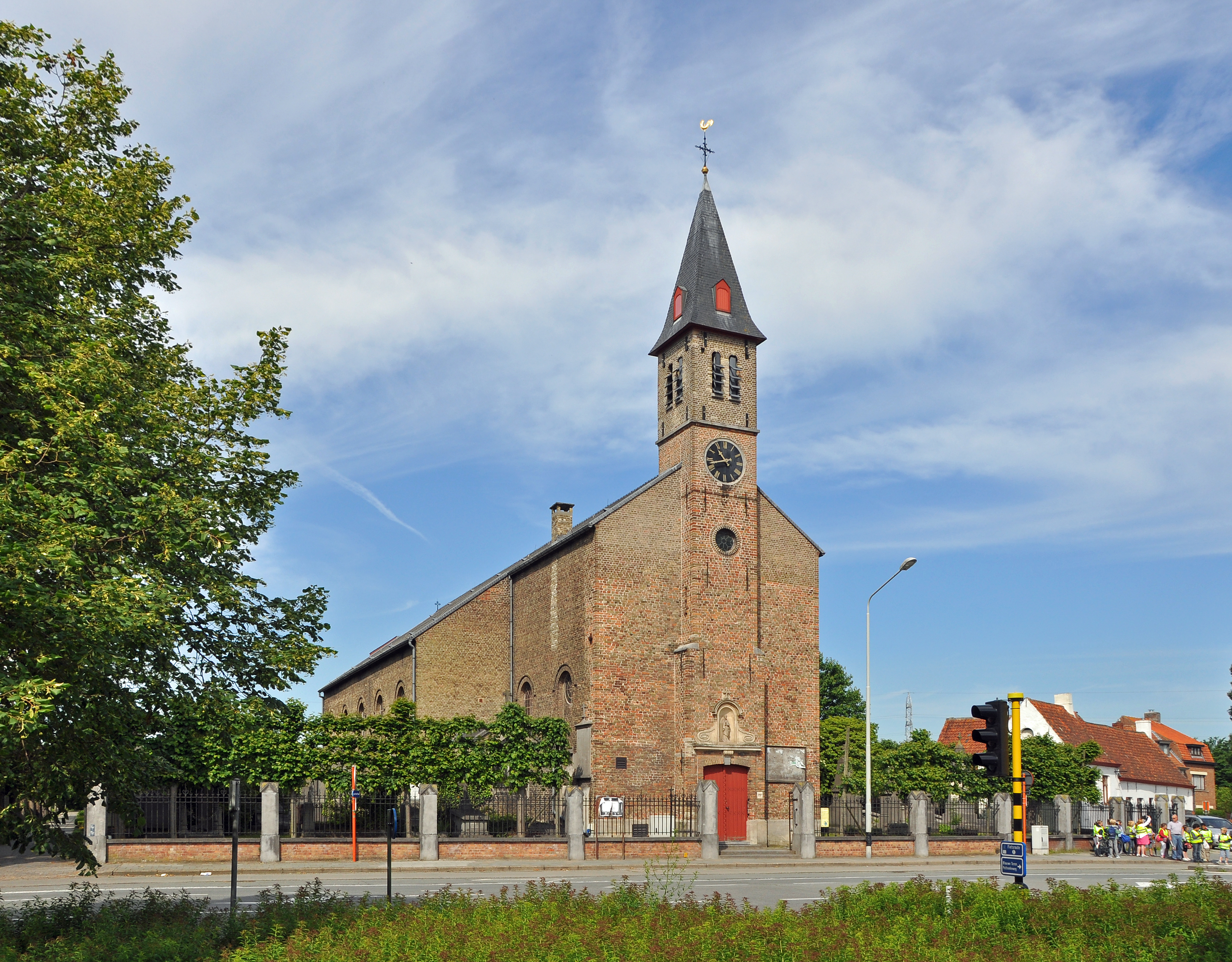
De Sint-Pieterskerk

De Sint-Pieterskerk is de parochiekerk van het voormalige dorp Sint-Pieters-op-den-Dijk, dat tegenwoordig een wijk is van de West-Vlaamse stad Brugge. De kerk is gelegen aan de Blankenbergse Steenweg 227.

## Geschiedenis
Op de kruising van twee dijken (Dulleweg en Blankenbergse Dijk) ontstond vanaf 1200 het dorp Sint-Pieters-op-den-Dijk, dat in 1210 een zelfstandige parochie werd. Ook werd een kerk gebouwd. Dit zou, volgens een afbeelding van 1501, een driebeukige kruiskerk met vieringtoren zijn geweest. Einde 16e eeuw, wellicht tijdens de Brugse calvinistische republiek (1578-1584) raakte de kerk in verval. In 1652 was slechts het koor hersteld. Het duurde tot 1786 voordat de kerk werd herbouwd, nu in classicistische stijl, vermoedelijk naar ontwerp van Constantinus Josephus Boúúaert (Bouvaert). De bakstenen kerk is niet georiënteerd; het koor ligt in het westen.
In 1845 werd de kerk, vanwege de groeiende bevolking, uitgebreid, naar ontwerp van Pierre Buyck. Hierbij bleven de twee ingangstraveeën met de toren behouden. Het transept verdween en in plaats daarvan kwamen zijbeuken van vijf traveeën. Het koor werd verlengd en kreeg een driezijdige afsluiting. Het dak werd verhoogd, waardoor het ingebouwde torentje tamelijk kort erboven uitstak. In 1863 werd daarom het torentje verhoogd met een klokkengeleding met twee klokken in.

## Interieur
De kerk heeft een classicistisch interieur en bezit drie 17e-eeuwse schilderijen: de overhandiging van de sleutels aan Petrus, de Kruisafneming en een Calvarietafereel.
Het orgel is van 1770 en werd gebouwd door A.J. Berger. Het zou afkomstig zijn van de Sint-Andriesabdij.